# Guerra entre vicuñas y vascongados

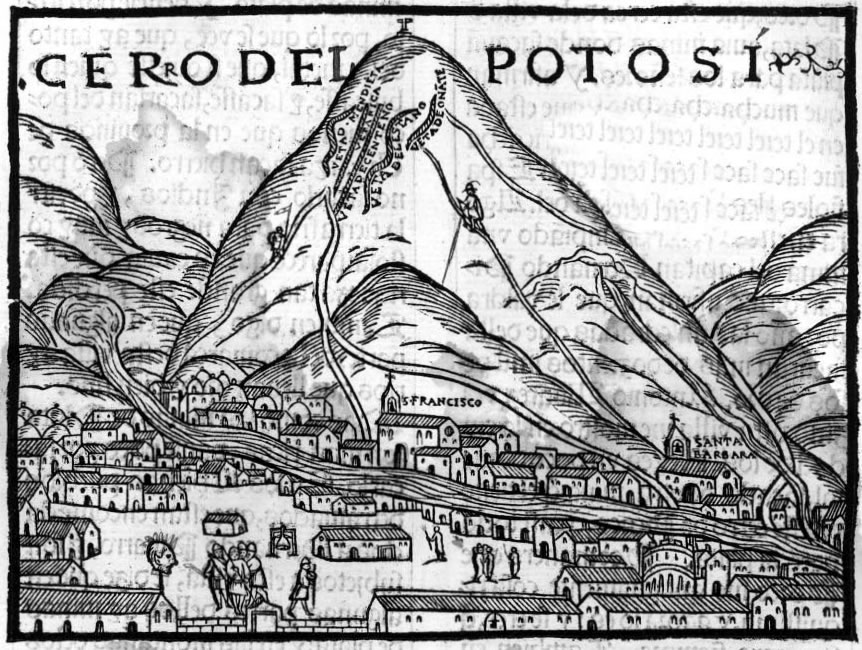
Potosí en la Parte primera de la Crónica del Perú (1553), de Pedro Cieza de León.

La guerra entre vicuñas y vascongados fue un conflicto social, político y bélico en la Provincia de Charcas, actual Bolivia, que se extendió entre junio de 1622 y marzo de 1625 y que vio enfrentarse a una serie de grupos de poder o redes clientelares, agrupadas en función de su origen étnico o geográfico. Así, se contaban «los vascos», «los andaluces», «los castellanos», «los extremeños» y otros grupos menos numerosos o menos organizados e influyentes, pero estas denominaciones no designan al conjunto de las poblaciones originarias de cada lugar y residentes en la ciudad de Potosí, sino a redes clientelares y grupos de sicarios formadas en torno a personajes destacados que pugnaban por el control político y económico de la ciudad y sus minas de plata. La banda o facción de los vascos alcanzó poco a poco mayor predominio en Potosí, de modo que las restantes bandas –castellanos, andaluces, extremeños y otras– tuvieron que coaligarse para evitar ser barridas. Los coaligados fueron denominados «los vicuñas» —un término informal con origen en el hábito de vestir sombreros hechos de piel de vicuña—.
A principios del siglo XVII ambas facciones, vascos y vicuñas, se enfrentaban por el control de las minas de plata del Cerro Rico de Potosí, Lípez y Chichas. Los vicuñas emplearon en un primer momento medidas legales y políticas para intentar bloquear los esfuerzos vascongados de monopolizar el Cabildo de Potosí y el sector minero, pero éstas resultaron infructuosas. La tensión aumentó dentro del asentamiento y desde 1615 se sucedieron los incidentes violentos, que se intensificaron en 1622 después del asesinato de un vasco en plena calle.
Antonio Xeldres dirigía a los vicuñas, junto a los que se alinearon en gran medida los criollos, los mestizos y las poblaciones indígenas. Sin embargo, los mismos vicuñas no se encontraban siempre en concordia, y de hecho sufrieron riñas internas entre andaluces por un lado y castellanos y extremeños por otro, provocando que el primer grupo acabase por retirar su apoyo a la rebelión.
La guerra dividió también a los miembros de la administración virreinal, ya que algunos eran partidarios de la hegemonía vascongada mientras otros mantenían un enfoque conciliador respecto a las reivindicaciones de los insurrectos. Las personalidades involucradas en el conflicto incluían al presidente y los oidores de la Real Audiencia de Charcas, los funcionarios de la tesorería, el corregidor de Potosí y el visitador.
Los insurgentes vicuñas habían matado a 64 hombres antes de marzo de 1624, pero no consiguieron resquebrajar el dominio vascongado sobre la villa y las minas. Los dirigentes vascos imploraron la intervención del rey Felipe IV, que ordenó al virrey del Perú Diego Fernández de Córdoba proceder con determinación contra los vicuñas. Entre 1624 y 1625, las autoridades virreinales lograron capturar a varios de los cabecillas más importantes entre los rebeldes, ejecutando a cuarenta de ellos.
La contienda había durado cuatro años, y no concluyó por la victoria decisiva de uno de los bandos, sino más bien por resultado del agotamiento mutuo. En el acuerdo que puso fin a las hostilidades se arregló un matrimonio entre la progenie de dos de los líderes de ambas facciones, el hijo del vasco Francisco Oyanume y la hija del general vicuña Francisco Castillo. En abril de 1625 fue emitido un real decreto concediendo el perdón a todos los combatientes vicuñas, exceptuando a los que hubieran cometido delitos de sangre. Algunos vicuñas continuaron las actividades de bandolerismo en los años siguientes, pero ya sin las connotaciones étnicas o políticas que habían tenido durante la guerra contra los vascos. La rivalidad entre ambos bandos proseguiría, sin embargo, durante un siglo más.
El 15 de marzo de 1626, los ingenios de Potosí fueron arrasados por una inundación a gran escala, en un evento que fue interpretado como un castigo divino por las pasadas violencias.
La historiografía contemporánea ha querido enfatizar las contradicciones socioeconómicas como un catalizador del conflicto, enmarcándolo como una lucha de clases.